# HRT F112
A HRT F112 egy Formula–1-es versenyautó, melyet a HRT Formula 1 Team használt a 2012-es Formula–1 világbajnokság során. Pilótái Pedro de la Rosa és Narain Karthikeyan voltak, a tesztpilóták pedig Dani Clos és Ma Csing-hua. Ez volt a csapat utolsó versenyautója a megszűnésük előtt.

## Áttekintés
Eredetileg már 2012. február 21-én bemutatták volna, de ez márciusra csúszott, ugyanis a kasztni két törésteszten sem ment át. Három nappal később ez sikerült is, de már így sem tudtak eljutni a harmadik, szezon előtti tesztre Barcelonába. Végül március 5-én sikerült először pályára vinniük egy bejáratással egybekötött filmes napon. Ebben az évben is új festést használtak, ezúttal fehér-arany-vörös színekkel. A Marussia mellett az egyik csapat voltak, akiknek az autójában nem volt kinetikus energia-visszanyelő rendszer (KERS), továbbá fékegyensúlyállító sem. Az idényben versenyző többi autó többségével ellentétben, bár volt egy jól látható lépcső kiképezve a kasztni elején, nem kapott kevéssé esztétikus "kacsacsőr" orrkúpot.

## A szezon
Ez az év sem indult zökkenőmentesen a csapat számára, ugyanis de la Rosa autóját nem sikerült befejezniük a csütörtöki gépátvételre a szezonnyitó ausztrál nagydíjon. Különleges haladékot kaptak az FIA-tól, és így péntek reggelre meg is lettek vele. Azonban egyik autójuk sem volt képes az időmérő edzésen 107%-os időt teljesíteni, így sorozatban másodszor nem indulhattak a szezonnyitó versenyen. Luis Pérez-Sala csapatfőnök be is ismerte, hogy az autó, félkészsége okán, a szezon második-harmadik futamáig nem is lesz képes a kvalifikációra.
A teljesítmény némiképp javult a szezon során, viszont a rivális Marussia és Caterham csapatoké is, így aztán vitathatatlanul a mezőny leglassabb autója volt. Egyetlenegyszer sikerült jobb eredményt elérniük: amikor a német nagydíjon de la Rosa Timo Glock előtt végzett, és az utolsó körökben Karthikeyan is megközelítette őt. Kanadába egy jobb leszorítóerőt generáló hátsó szárnnyal érkeztek, aminek köszönhetően de la Rosa mindkét Marussiánál jobban kvalifikált, és a verseny során is jól mentek, mígnem fékhibák miatt mindketten kiestek. De la Rosa három verseny kivételével jobban kvalifikált, és egy verseny kivételével jobb pozícióban ért célba, mint csapattársa (bár a hivatalos végeredmény szerint ezen a bizonyos maláj nagydíjon büntetések miatt végül mégiscsak Karthikeyan előtt végzett).
A szezon vége felé komoly megbízhatósági gondok jelentkeztek, ugyanis a csőd szélére jutott csapatnak nem jutott elég pénze a karbantartásra sem, így bizonyos alkatrészeket jóval a tervezett futási idejükön túl is használniuk kellett.
A szezonzáró brazil nagydíj után a HRT csapat megszűnt. A két autót Teo Martin vásárolta meg.

## Eredmények
| Év   | Csapat      | Motor           | Gumik | Pilóták            | 1   | 2   | 3   | 4   | 5   | 6   | 7   | 8   | 9   | 10  | 11  | 12  | 13  | 14  | 15  | 16  | 17  | 18  | 19  | 20  | Pontok | Helyezés |
| ---- | ----------- | --------------- | ----- | ------------------ | --- | --- | --- | --- | --- | --- | --- | --- | --- | --- | --- | --- | --- | --- | --- | --- | --- | --- | --- | --- | ------ | -------- |
| 2012 | HRT F1 Team | Cosworth CA2012 | P     |                    | AUS | MAL | CHN | BHR | ESP | MON | CAN | EUR | GBR | GER | HUN | BEL | ITA | SIN | JPN | KOR | IND | ABU | USA | BRA | 0      | 12.      |
| 2012 | HRT F1 Team | Cosworth CA2012 | P     | Pedro de la Rosa   | DNQ | 21  | 21  | 20  | 19  | KI  | KI  | 17  | 20  | 21  | 22  | 18  | 18  | 17  | 18  | KI  | KI  | 17  | 21  | 17  | 0      | 12.      |
| 2012 | HRT F1 Team | Cosworth CA2012 | P     | Narain Karthikeyan | DNQ | 22  | 22  | 21  | KI  | 15  | KI  | 18  | 21  | 23  | KI  | KI  | 19  | KI  | KI  | 20  | 21  | KI  | 22  | 18  | 0      | 12.      |

## Forráshivatkozások
1. ↑  http://www.autosport.com/news/report.php/id/97464
2. ↑  http://www.autosport.com/news/report.php/id/97693
3. ↑  http://www.autosport.com/news/report.php/id/97856
4. ↑  http://www.autosport.com/news/report.php/id/98036
5. ↑  https://twitter.com/adamcooperf1/status/180963413852295168 (magyar nyelven). X (formerly Twitter). (Hozzáférés: 2023. november 2.)
6. ↑  Latest News (angol nyelven). Formula 1® - The Official F1® Website. (Hozzáférés: 2023. november 2.)